# Barbara Gittings
Barbara Gittings (31 juillet 1932 – 18 février 2007) est une militante américaine des droits et de la dépsychiatrisation des homosexuels aux États-Unis, ainsi que journaliste et éditrice de The Ladder de 1963 à 1966.

## Biographie
À partir de 1958, Barbara Gittins ouvre la section new-yorkaise des Daughters of Bilitis (DOB), première organisation lesbienne créée en 1955 aux États-Unis par Del Martin, Phyllis Lyon et six autres femmes. Elle devient directrice de la publication du magazine officiel des DOB en 1963, The Ladder. Influencée par le militantisme plus radical de Frank Kameny, elle décide d'ajouter des photos de lesbiennes en couverture (souvent prises par sa compagne Kay Lahusen) et un sous-titre plus politisé à The Ladder (The Ladder: A lesbien review) afin de donner plus de visibilité aux lesbiennes. Elle collabore avec Frank Kameny dans les années 1960 à l'organisation des premiers piquets de grève pour dénoncer le refus du gouvernement des États-Unis, alors le plus grand employeur du pays à cette époque, d'employer des personnes homosexuelles.
Son désir d'en apprendre plus sur le lesbianisme a motivé sa longue carrière professionnelle en bibliothèque. Dans les années 1970, Gittings est très impliquée dans l'American Library Association, en particulier dans son caucus gay, le premier de ce type dans une organisation professionnelle, afin de promouvoir une littérature positive sur l'homosexualité dans les fonds des bibliothèques. En 1972, elle fait partie d'un mouvement destiné à obtenir le retrait de l'homosexualité de la liste des maladies mentales auprès de l'Association américaine de psychiatrie. Elle définit elle-même son but existentiel comme de déchirer le « suaire d'invisibilité » lié à l'homosexualité, jusque-là associé à la criminalité et à la maladie mentale.